# Regia cinematografica

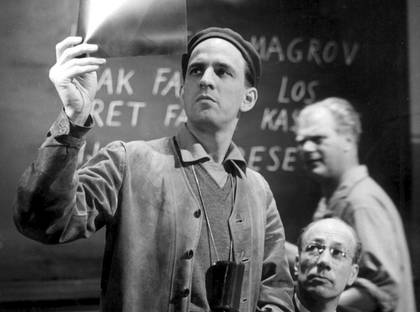
Il regista Ingmar Bergman esamina la pellicola sul set di Il posto delle fragole

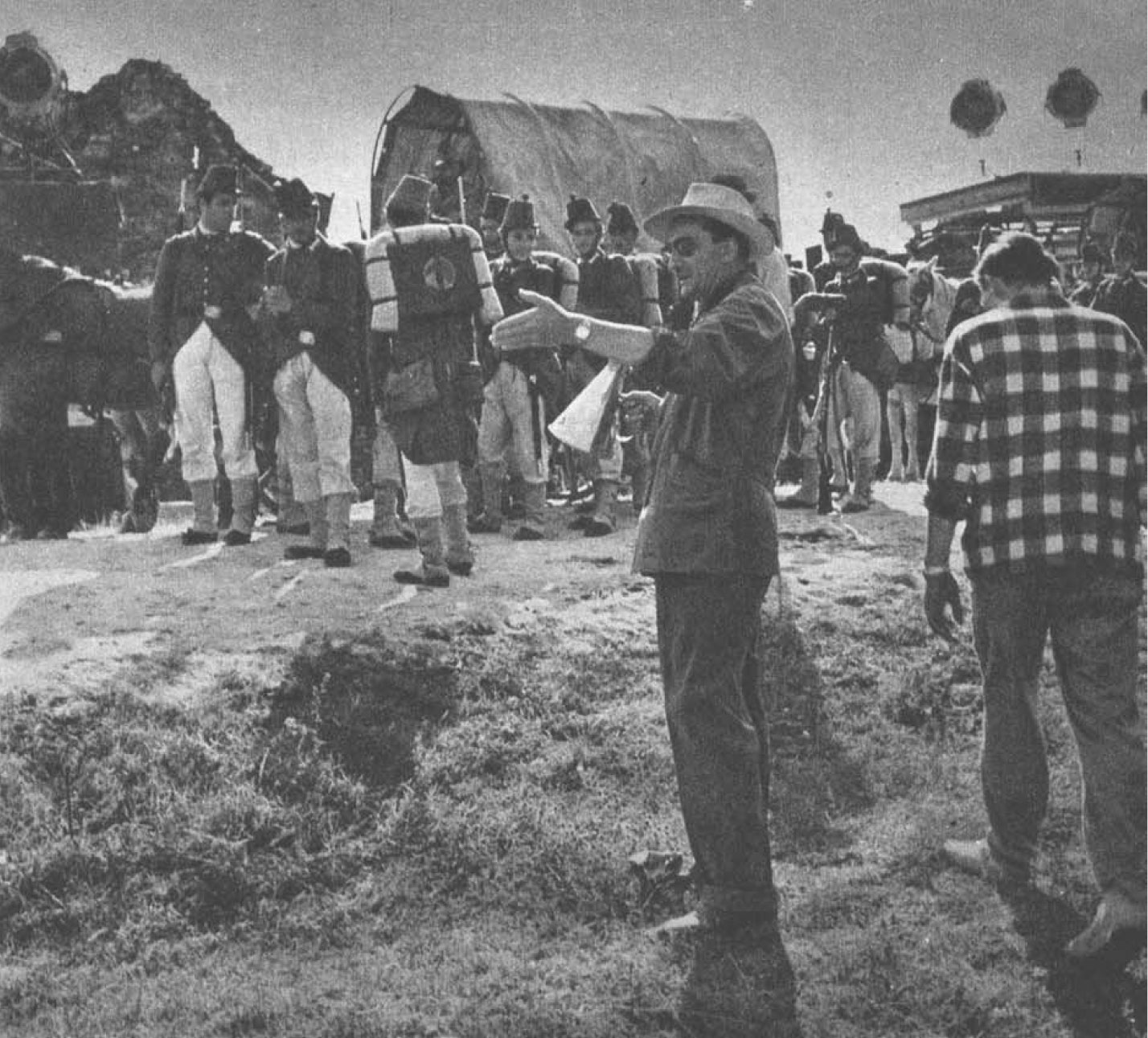
Il regista Luchino Visconti sul set di Senso

La regia cinematografica è la direzione del film, intesa sia dal punto di vista tecnico sia da quello artistico. La similitudine più immediata, ma parziale, è quella con la regia teatrale. Alla regia spetta la concettualizzazione e la definizione delle modalità narrative, espressive, estetiche, tecniche e realizzative del film. Il regista quindi è l'autore che dirige l'apparato realizzativo di un film, o di un prodotto audiovisivo in genere, coordinando il proprio lavoro con quello degli altri coautori e collaboratori (sceneggiatore, direttore della fotografia, montatore, scenografo...). È al regista che viene riconosciuto il ruolo di autore del film nel suo complesso.
Il ruolo del regista varia nel cinema europeo e in quello statunitense. Mentre l'industria hollywoodiana tende a circoscrivere la regia soprattutto alla messa in scena del film, quindi al lavoro sul set con gli attori e con i tecnici, il cinema europeo e sovietico incarna nel regista l'autore ed il facitore del film, con maggior risalto all'aspetto artistico. Fatta questa premessa, comunque il lavoro del regista non inizia mai con le riprese ma prevede una lunga preparazione, spesso già in fase di scrittura della sceneggiatura, continuando attraverso la direzione degli attori e la direzione delle riprese, e poi fino al montaggio.
Volendo soffermarci più sull'iter prettamente produttivo e imprenditoriale, potremmo semplicisticamente e molto approssimativamente definire la regia come il lavoro mediante il quale dalla sceneggiatura si passa al film, ossia "dalla carta allo schermo". Ha a che vedere con le scelte artistiche e visive della narrazione filmica, il contenuto delle inquadrature, e l'interpretazione degli attori.

## La pre-produzione
Quella che è inizialmente solo un'idea di trama nella mente di una persona (o, per adattamento, proviene da un'altra opera), può essere sviluppata, dalla persona stessa o da un gruppo di colleghi, in soggetto, oppure, più dettagliatamente, in sceneggiatura; quest'ultima è, in un certo senso, una specie di romanzo; tuttavia la sceneggiatura è molto più schematica e concreta, le scene sono numerate e serve come documento tecnico per guidare il lavoro dei vari reparti: ripresa, scenografia, costumi, effetti speciali, produzione, recitazione, con l'indicazione dei dialoghi (simile a un copione teatrale) e dei movimenti degli attori, e soprattutto viene usata dal regista, che è il principale responsabile artistico del film, e dal produttore, che è il principale responsabile economico del film, per organizzare il piano di lavorazione, con le attrezzature, i trasporti, i contratti e quanto altro serva alla realizzazione del film.

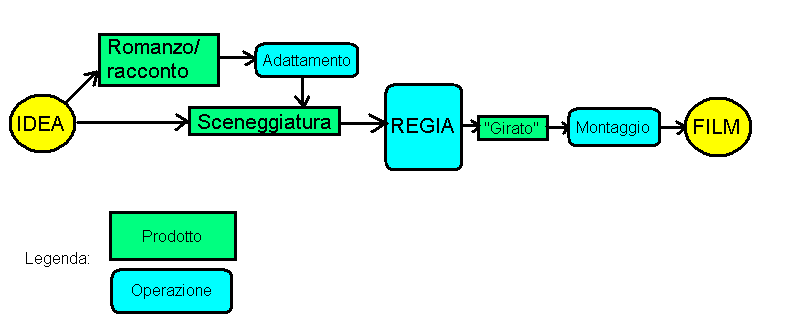
Lavorazione di un film

In questo senso, la prima fase della regia riguarda la scelta della troupe e del casting adatti e disponibili secondo il calendario di riprese a lavorare, quindi secondo il piano di lavorazione, la serie di scene secondo l'ordine di ripresa (che non coincide con l'ordine in cui verranno montate), l'eventuale preparazione dello storyboard e la scelta delle location naturali o ricostruite in studio.

## La realizzazione del film
Basandosi ancora sulla sceneggiatura, il regista decide il tipo di inquadratura e di sonoro in presa diretta (spesso anche in caso di doppiaggio successivo, laddove la registrazione funziona da colonna guida), la durata delle sequenze, l'ambientazione, il modo in cui attori e comparse devono interagire tra loro e con il set, al fine di costruire una storia credibile e coerente affinché lo spettatore possa seguire con piacere (e con sorpresa o affezione e immedesimazione) la vicenda narrata dall'autore della sceneggiatura.

## Sul set
Normalmente, vi sono diverse prove di recitazione per gli attori, precedenti o già sul set, dalla lettura a tavolino all'uso di controfigure e cascatori secondo i diversi stili di regia che vanno da un'interpretazione rigorosa della sceneggiatura all'improvvisazione, ovvero dal ripetere senza varianti le battute previste al recitare a canovaccio. Allo stesso tempo il regista, in consultazione con il direttore della fotografia, decide l'angolazione e la lunghezza focale da cui riprendere, guardando nella cinepresa (o nella telecamera) o utilizzando un mirino esterno. Lo stesso avviene con il piazzamento dei microfoni per la registrazione del sonoro. Stabiliti i piani di messa a fuoco e la profondità di campo necessaria al movimento dell'attore (o al contrario, secondo la preferenza del regista, aggiustato il movimento dell'attore a quello della macchina da presa), il regista dà l'ordine di far partire la scena dicendo tradizionalmente la sequenza di comandi: "silenzio" (al quale segue un cicalino e l'illuminazione di una lampada di servizio per far tacere tutti i rumori e impedire l'accesso al luogo di ripresa), "motore" (al quale segue l'avvio delle macchine di ripresa visive e sonore, confermato dagli addetti con la risposta "partito"), "ciak" (al quale segue l'uso del ciak atto a numerare le inquadrature e sincronizzarle con il sonoro) e "azione" (che fa partire effettivamente la scena con i movimenti degli attori e degli oggetti e della macchina da presa). Finita (o interrotta per qualche errore o incidente) la ripresa il regista dà lo "stop".
Anche se per molti anni si è girato al buio, rimandando alla visione dei giornalieri la sera in sala di proiezione, la decisione finale su quale sia la migliore ripresa delle varie ripetizioni, oggi è più solito controllare con monitor e auricolari durante la ripresa, e spesso anche subito dopo con la registrazione video di servizio (nonostante magari si stia girando in pellicola), la qualità del risultato prima di passare all'inquadratura successiva.

## La post-produzione
Successivamente, è sempre la regia a stabilire la colonna sonora che sottolinea le scene allo scopo di enfatizzare uno stato d'animo, evidenziare una situazione, sottolineare un particolare, e quanto serve a far capire allo spettatore qualche cosa che nel romanzo veniva reso tramite le parole, mentre nel film può essere reso solo con immagini e suoni. L'abilità di un regista sta infatti proprio nel riuscire a sopperire alla impossibilità delle semplici immagini di trasmettere pensieri e sensazioni che possono invece essere facilmente descritte con le parole.
Così, se in un romanzo, per dare l'idea di caldo soffocante, è sufficiente dire "faceva un caldo soffocante", in un film il regista dovrà servirsi di artifici vari per comunicare questa idea allo spettatore: potrà fare un'inquadratura ponendo la macchina da presa al livello del suolo e riprendendo soggetti lontani, in modo da far vedere sullo schermo l'aria che "tremola" per il caldo; oppure potrà inquadrare la camicia inzuppata di sudore del protagonista; o potrà far vedere una persona che cerca di far funzionare un ventilatore, o ancora potrà semplicemente far comparire in un angolo dell'inquadratura un ventilatore a soffitto che ruota lentamente, e così via.
Una volta terminato di girare le scene secondo le istruzioni del regista, si ottiene appunto il girato, ossia l'insieme di tutte le scene girate durante la produzione del film; sarà poi il regista stesso, in accordo con il montatore del film, a decidere se eliminare qualche scena dal montaggio finale, al quale però potrà anche eventualmente contribuire il produttore (che è colui che ha finanziato il film) allo scopo di rispettare i limiti prefissati di durata del film, le richieste della censura, l'efficacia narrativa e il ritmo.